# Știpsko, Varna
Știpsko (în bulgară Щипско) este un sat în comuna Vălci Dol, regiunea Varna,  Bulgaria. 

## Demografie
Componența etnică a satului Știpsko
     Bulgari (95,23%)
     Nicio identificare (1,9%)
     Altele (2,85%)
La recensământul din 2011, populația satului Știpsko era de 210 locuitori. Din punct de vedere etnic, majoritatea locuitorilor (95,23%) erau bulgari. Pentru 1,9% din locuitori nu este cunoscută apartenența etnică.